# Murtas Kazhgaleïev
Murtas Muratulı Kazhgaleïev ou Kazhgaleyev (en kazakh : Мұртас Мұратұлы Қажығалиев, Murtas Muratulı Qajığalïyev) est un joueur d'échecs kazakhstanais né le 17 novembre 1973 à Oural (Kazakhstan). Grand maître international depuis 1998, il a remporté l'open du championnat de Paris en 2006 et 2008, et le championnat du Kazakhstan en 2015, 2018 et 2020. 
Au 1er janvier 2022, il est le numéro deux kazakh avec un classement Elo de 2 554.

## Coupes du monde
Murtas Kazhgaleïev a participé à la coupe du monde d'échecs à deux reprises. En 2005, il battit Evgueni Alekseïev au premier tour avant de perdre contre Teimour Radjabov au deuxième tour. En 2011, il fut éliminé dès le premier tour par Dmitri Andreïkine.

## Compétitions par équipes
Murtas Kazhgaleïev a représenté le Kazakhstan lors de sept olympiades d'échecs : en 1996, 1998, 2000, 2008, 2010, 2012 et 2016. Lors du championnat du monde d'échecs par équipes de 1997, il remporta la médaille d'argent au troisième échiquier.

## Chaîne youtube
Murtas Kazhgaleïev possède une chaîne YouTube. Il fait des interviews (par exemple Maxime Vachier-Lagrave), il parle d'échecs, de ses préparations pour les tournois, etc.